# Прери Гроув (Арканзас)
Прери Гроув (енгл. Prairie Grove) град је у америчкој савезној држави Арканзас.

## Демографија
По попису из 2010. године број становника је 4.380, што је 1.84 (72,4%) становника више него 2000. године.
| Група             | 2000.         | 2010.         |
| Белци             | 2.387 (94,0%) | 3.906 (89,2%) |
| Афроамериканци    | 13 (0,5%)     | 33 (0,8%)     |
| Азијати           | 12 (0,5%)     | 30 (0,7%)     |
| Хиспаноамериканци | 52 (2,0%)     | 196 (4,5%)    |
| Укупно            | 2.540         | 4.380         |